# Trichaster flagellifer
Trichaster flagellifer is een slangster uit de familie Euryalidae.
De wetenschappelijke naam van de soort werd in 1877 gepubliceerd door Carl Eduard von Martens.